# Plzeňská pahorkatina
Plzeňská pahorkatina je geomorfologická oblast, tvořící západní část Poberounské subprovincie. Rozkládá se na jihozápadě Čech, kde zaujímá značnou část Plzeňského kraje a významně zasahuje též do středočeského okresu Rakovník. Nejvyšší vrchol tvoří hora Koráb u Kdyně, na jihozápadním okraji oblasti.
Na území Plzeňské pahorkatiny leží centrum západních Čech, statutární město Plzeň, z dalších významných měst pak např. Rakovník, Rokycany, Klatovy či Stříbro.
Hydrologickou osu Plzeňské pahorkatiny tvoří řeka Berounka, do jejíhož povodí náleží téměř celá oblast (vyjma malého okrsku Kryrská pahorkatina při severním okraji, který odvodňuje říčka Blšanka do Ohře). Vedle známé čtveřice zdrojnic Berounky, tj. řek Mže, Radbuzy, Úhlavy a Úslavy patří k nejdůležitějším přítokům z popisovaného území Střela, Klabava, Úterský potok, Třemošná a Rakovnický potok.

## Členění
Plzeňská pahorkatina se z hlediska českého geomorfologického členění dělí na tři celky a dvanáct podcelků:
- VB1 Rakovnická pahorkatina
  - VB1-A Kněževeská pahorkatina
  - VB1-B Žihelská pahorkatina
  - VB1-C Manětínská vrchovina
- VB2 Plaská pahorkatina
  - VB2-A Stříbrská pahorkatina
  - VB2-B Kaznějovská pahorkatina
  - VB2-C Plzeňská kotlina
  - VB2-D Kralovická pahorkatina
- VB3 Švihovská vrchovina
  - VB3-A Chudenická vrchovina
  - VB3-B Merklínská pahorkatina
  - VB3-C Klatovská kotlina
  - VB3-D Radyňská vrchovina
  - VB3-E Rokycanská pahorkatina